# Strandvænget
 Der er for få eller ingen kildehenvisninger i denne artikel, hvilket er et problem. Du kan hjælpe ved at angive troværdige kilder til de påstande, som fremføres i artiklen.

Strandvænget er en ca. 700 meter lang vej på Ydre Østerbro i København. Den begynder i forlængelse af Kalkbrænderihavnsgade ved Svanemølleværket og fortsætter langs kystlinjen som ringvejen O2. Den ender ved Strandvejen ved Svanemøllen Station, hvor den fortsætter i Ryvangs Allé.

## Historie og bebyggelse
Gaden sit navn i 1917 efter beliggenheden ud til kysten/stranden, nær en del af de gamle Strandagre.
Ud for Strandvænget lå i 1915-1937 den prægtige badeanstalt Helgoland, bygget på træpæle. Det var det tredje Helgoland, de to første lå ved Strandpromenaden. Anstalten havde bassiner til skolebørn, herre- og kvindebade, liggepladser til solbade, bassiner til konkurrencesvømning og yderst ude en restaurant. Badeanstalten måtte til alles sorg lukke i 1931, da badevandskvaliteten i Svanemøllebugten var for dårlig, og i 1937 blev bygningerne fjernet, da en lovet forlængerledning til kloakrørene lod vente på sig. I stedet fik københavnerne lystbådehavnen – og lovning på en ny søbadeanstalt, men den kom aldrig.
På den modsatte side af vejen i forhold til Helgoland lå i begyndelsen af 1900-tallet en ”Cyklestald”.
På Strandvængets allernordligste hjørne mod Strandvejen lå den oprindelige Svanemølle. De sidste rester af møllevirksomheden forsvandt under besættelsen, da sabotører sprængte det forlystelsessted i luften, der da lå i bygningen, og som i særlig grad blev benyttet af tyske soldater.
Det er kun villaområderne ved Strandvænget og Strandpromenaden, som blev etableret på en opfyldning i Svanemøllebugten i årene efter 1911, der har direkte kontakt til kysten. Andre steder i bydelen er den tidligere nære adgang til Øresund blokeret af jernbane- og havneanlæg.
Mod syd er der sparsom bebyggelse. Man ser her Københavns Energis smukke pumpestation, den folkelige restaurant Skipperhytten og biludlejningsfirmaet ”Lej et Lig”. På den østlige side ligger der en hel del ro- og sejlklubber, bl.a. Øresundssejlklubben Frem, stiftet 1897 med restaurant; Kjøbenhavns Amatørsejlklub, Danske Studenters Roklub (en bygning der minder om Svanemølleværkets rå, firkantede arkitektur i nr. 55), Roforeningen Kvik (nr. 53), Roklubben Skjold og Gefion Roklub (tidl. ”Dameroklubben Gefion”). De har ligget der siden slutningen af 1930'erne.
Nord for Caféen Jorden Rundt (der har adresse på Strandpromenaden 7) er der en trekantet grund med flere beskyttelsesrum og ældre træer. Her står statuen ”Stående kvinde”, lavet af Henry Luckow-Nielsen (1902-92), opstillet i 1958 af Københavns Kommune og Victor Freunds legat.
I forbindelse med anlæggelsen af Nordhavnsvej, der åbnede i december 2017, blev den vestlige del af Strandvænget kraftigt ombygget. Ved krydset med Strandpromenaden blev der etableret en tilslutning til den nye vej, der dykker ned i en tunnel parallelt med Strandvænget og fortsætter under Strandvejen til Helsingørmotorvejen. Den vestlige del af Strandvænget er derved overvejende blevet til en lokal vej for kvarteret.

## Nævneværdige bygninger i gaden
- Nr. 3, 4. sal: Her lå tidligere redaktionen for bladet Journalisten, mens journalist F. Madsen boede der.

Der ligger fire ældre villaer mod nord, bl.a.
- Nr. 4: Karakteristisk smalt, gult privathus fra 1927 med udsigtstårn/kiggestation med en vejrhane forestillende et skib. Ved opførslen var det stadig muligt at se ud over vandet herfra.

- Nr. 24-26: Tidligere ejet af statsbanerne, og beboet af to stationsmestre. Uden nummer ligger lyntogsremisen Helgoland oprindeligt fra 1935, men udvidet flere gange.